# Tímbrara
Tímbrara (en grec antic Θύμβραρα) era una ciutat prop de Sardes a Lídia, a la vora del riu Pactol. Els contingents de l'exèrcit persa que es formaven a les províncies de l'Àsia Menor acostumaven a reunir-se en aquell lloc. La seva situació exacta es desconeix, però podria ser la mateixa ciutat que Tibarna, que anomena Diodor de Sicília.